# Midian (syn Abrahama)
Midian (hebr. מִדְיָן) − postać biblijna ze Starego Testamentu, szósty syn patriarchy Abrahama, a czwarty pochodzący z jego małżeństwa z Keturą.
Midian miał pięciu synów o imionach: Efa, Efer, Henoch, Abida i Eldaa.
Iminiem Midiana zostało nazwane semickie plemię Midianitów (alternatywnie: Madianici). Do plemienia Midianitów należeli między innymi Jetro i Sefora – teść i żona Mojżesza. Midianem bądź Madianem nazywa się także ziemie zamieszkiwane przez lud Midianitów.